# (6873) Tasaka
(6873) Tasaka est un astéroïde de la ceinture principale.

## Description
(6873) Tasaka est un astéroïde de la ceinture principale. Il fut découvert le 21 avril 1993 à Kitami par Kin Endate et Kazuro Watanabe. Il présente une orbite caractérisée par un demi-grand axe de 2,17 UA, une excentricité de 0,14 et une inclinaison de 4,8° par rapport à l'écliptique.

## Compléments